# 柳煕寛
柳 熙寬（ユ・ヒグァン、英: 유희관、1986年6月1日 - ）は、大韓民国のソウル特別市出身の元プロ野球選手（投手）。

## 経歴
2009年に斗山べアーズから指名を受けて入団した。デビュー初年度は16試合に出場して平均自責点4点台を記録し成長の可能性を見せたが、翌年は10点台平均自責点と振るわず、オフに入隊した。
2011年に尚武へ入隊した後には左腕エースに成長した。 2年間で通算フューチャーズリーグの43試合に出場して16勝5敗、2ホールド、平均自責点2.96、244被安打、17被本塁打、51四死球、149奪三振を記録した。2012年オフに斗山に復帰した。
2013年5月4日のLGツインズ戦ではダスティン・ニッパートが故障したため彼が緊急先発した。結果、5.2イニングを無失点に抑えデビュー初先発登板試合で初勝利をした。同月19日のハンファ・イーグルス戦では早々にノックアウトされた先発投手の後をうけて救援登板し、6.2イニング3失点で2勝目を手にした。7月にギャレット・オルソンが戦力外になると先発ローテ入りするようになり、同年は10勝を記録した。シーズン後最優秀新人賞候補に上がったがNCダイノスの李在學に押されて受賞に失敗した。 オフには年俸が昨年より284%増額した1億ウォンで契約した。
2014年は月間MVPを受賞した。4月15日三星ライオンズ戦では9回2アウトまで無失点に抑えていたが完封を目の前にしてヤマイコ・ナバーロに本塁打を打たれた。その後は好不調の差が激しく、5月29日起亜タイガース戦では5回8失点にもかかわらず勝利投手になった。
2016年には球団初となる左腕4年連続10勝と2年連続15勝以上を達成し、斗山のリーグ2連覇に大きく貢献した。
2019年9月20日の起亜タイガース戦で勝利しシーズン10勝目をあげた。これで柳熙寬の連続シーズン10勝記録は7年連続になり、これが歴代4人目の記録となった。
2020年も10月29日の起亜タイガース戦に勝利してシーズン10勝目をあげ、連続シーズン10勝記録を8年連続に更新。これは斗山球団史上初の記録である。
2020年シーズン終了後フリーエージェント(FA)となり、2021年2月16日に契約期間1年で斗山と再契約した。
2021年は5月9日の起亜戦で通算99勝目を挙げるがその後に登板した3試合で合計18.2イニングで17失点と全く振るわず3連敗となり、二軍に落ちた。一軍に復帰した9月1日の起亜戦では6回を1失点に抑えると直後に味方が金宰煥の適時打などで先制。勝ち投手の権限を持って降板し、チームも9回2アウトまでリードをしていたが、抑えの金明信が崔元準に逆転本塁打を打たれて達成に失敗した上にこれが決勝点となりチームも敗れた。その後1試合の無勝負を挟んで9月19日のキウム・ヒーローズ戦で6回無失点の好投を披露し、チームが逃げ切ったことで歴代32人目にして左腕投手では7人目、そして斗山球団所属選手としては1993年の張浩淵と2016年の張元準以来3人目となる100勝記録を樹立した。
2022年1月18日、契約満了に伴って現役を引退することを発表した。同年よりKBS Nスポーツの野球解説委員として活動する。

## 詳細情報

### 年度別投手成績
| 年 度     | 球 団     | 登 板 | 先 発 | 完 投 | 完 封 | 無 四 球 | 勝 利 | 敗 戦 | セ 丨 ブ | ホ 丨 ル ド | 勝 率 | 打 者 | 投 球 回 | 被 安 打 | 被 本 塁 打 | 与 四 球 | 敬 遠 | 与 死 球 | 奪 三 振 | 暴 投 | ボ 丨 ク | 失 点 | 自 責 点 | 防 御 率 | W H I P |
| --------- | --------- | ----- | ----- | ----- | ----- | -------- | ----- | ----- | -------- | ----------- | ----- | ----- | -------- | -------- | ----------- | -------- | ----- | -------- | -------- | ----- | -------- | ----- | -------- | -------- | ------- |
| 2009      | 斗山      | 16    | 0     | 0     | 0     | 0        | 0     | 0     | 0        | 0           | ----  | 61    | 13.1     | 15       | 1           | 7        | 0     | 0        | 10       | 0     | 0        | 6     | 7        | 4.05     | 1.65    |
| 2010      | 斗山      | 5     | 0     | 0     | 0     | 0        | 0     | 0     | 0        | 0           | ----  | 17    | 3.1      | 5        | 0           | 1        | 0     | 1        | 1        | 0     | 0        | 4     | 4        | 10.80    | 1.80    |
| 2013      | 斗山      | 41    | 18    | 0     | 0     | 0        | 10    | 7     | 1        | 3           | .588  | 612   | 145.1    | 141      | 7           | 52       | 1     | 7        | 96       | 2     | 2        | 57    | 60       | 3.53     | 1.33    |
| 2014      | 斗山      | 30    | 30    | 1     | 0     | 0        | 12    | 9     | 0        | 0           | .571  | 779   | 177.1    | 202      | 21          | 51       | 0     | 8        | 112      | 5     | 0        | 87    | 98       | 4.42     | 1.43    |
| 2015      | 斗山      | 30    | 30    | 1     | 1     | 1        | 18    | 5     | 0        | 0           | .783  | 786   | 189.2    | 193      | 23          | 44       | 0     | 4        | 126      | 4     | 1        | 83    | 84       | 3.94     | 1.25    |
| 2016      | 斗山      | 30    | 29    | 0     | 0     | 0        | 15    | 6     | 0        | 0           | .714  | 809   | 185.2    | 212      | 22          | 58       | 0     | 6        | 102      | 5     | 0        | 91    | 95       | 4.41     | 1.45    |
| 2017      | 斗山      | 30    | 29    | 2     | 1     | 0        | 11    | 6     | 0        | 1           | .647  | 822   | 188.2    | 228      | 20          | 41       | 1     | 10       | 106      | 5     | 1        | 95    | 104      | 4.53     | 1.43    |
| 2018      | 斗山      | 29    | 28    | 0     | 0     | 0        | 10    | 10    | 0        | 0           | .500  | 650   | 141.0    | 197      | 23          | 42       | 0     | 4        | 81       | 1     | 0        | 105   | 108      | 6.70     | 1.70    |
| 2019      | 斗山      | 28    | 27    | 2     | 0     | 1        | 11    | 8     | 0        | 0           | .579  | 692   | 166.1    | 171      | 8           | 42       | 3     | 3        | 64       | 2     | 0        | 60    | 67       | 3.25     | 1.28    |
| 2020      | 斗山      | 27    | 27    | 0     | 0     | 0        | 10    | 11    | 0        | 0           | .476  | 622   | 136.1    | 190      | 14          | 39       | 4     | 3        | 56       | 1     | 0        | 76    | 91       | 5.02     | 1.68    |
| 2021      | 斗山      | 15    | 15    | 0     | 0     | 0        | 4     | 7     | 0        | 0           | .364  | 314   | 63.0     | 107      | 10          | 24       | 0     | 3        | 23       | 0     | 0        | 54    | 57       | 7.71     | 2.08    |
| KBO：11年 | KBO：11年 | 281   | 233   | 6     | 2     | 2        | 101   | 69    | 1        | 4           | .594  | 6164  | 1410.0   | 1661     | 149         | 401      | 9     | 49       | 777      | 25    | 4        | 718   | 775      | 4.58     | 1.46    |

- 太字はリーグ最高

### 背番号
- 29 （2009年、2013年 - 2021年）
- 28 （2010年）

## 参照
1. ↑  “韓国には柳熙寛、米大リーグにはマーク・バーリー”
2. ↑  “柳熙寬、歴代4番目となる7年連続10勝”
3. ↑  “柳熙寬、歴代4番目となる8年連続10勝”
4. ↑  https://www.doosanbears.com/media/press/1/1471
5. ↑  머니투데이. “9회 2사에서 투런이라니... 유희관, 코앞에서 날아간 '100승' [★잠실 - 머니투데이]” (朝鮮語). m.mt.co.kr. 2021年9月1日閲覧。
6. ↑  파이낸셜뉴스 (2021年9月19日). “유희관, 13년만에 100승 달성…32번째 대기록” (朝鮮語). 파이낸셜뉴스. 2021年9月19日閲覧。
7. ↑  “'느림의 미학' 유희관, 현역 은퇴 결정 "언제나 베어스 응원할 것"” (朝鮮語). 다음스포츠. 2022年1月18日閲覧。